# Emre Belözoğlu
Emre Belözoğlu (n. 7 septembrie 1980, Istanbul) este un jucător de fotbal turc care acum joacă pentru İstanbul Başakşehir. Foarte tehnic, cu un șut de picior stâng foarte precis, Emre este un conducător de joc de rară viziune.
Pelé l-a trecut pe lista FIFA 100 în martie 2004.